# خورخي فوسيلي
خورخي تشيرو فوسيلي بيردومو (بالإسبانية: Jorge Ciro Fucile Perdomo) (مواليد 19 نوفمبر 1984 في مونتيفيديو) لاعب كرة قدم أوروغواياني لعب في نادي بورتو البرتغالي .

## روابط خارجية
- خورخي فوسيلي على موقع الاتحاد الدولي (مؤرشف)  (الإنجليزية)
- خورخي فوسيلي على موقع الاتحاد الأوربي (الإنجليزية)
- خورخي فوسيلي على موقع قاعدة بيانات كرة القدم.إي يو (الإنجليزية)
- خورخي فوسيلي على موقع ناشيونال فوتبول تيمز (الإنجليزية)
- خورخي فوسيلي على موقع Soccerway.com (الإنجليزية)
- خورخي فوسيلي على موقع عالم كرة القدم.نت (الإنجليزية)
- خورخي فوسيلي على موقع كووورة
- خورخي فوسيلي على موقع AS.com (الإسبانية)